# Matthias Hafenreffer
Matthias Hafenreffer (1561-1619) (* Lorch, Württemberg, 24 de Junho de 1561 - Tübingen, 22 de outubro de 1619), foi um teólogo luterano alemão. Sua obra principal "Loci Theologici" (Lógica Teológica, Tübingen, 1600), foi escrita a pedido de Frederico I, Duque de Württemberg (1557-1608).

## Biografia
Hafenreffer estudou Filosofia e Teologia na Universidade de Tübingen, tornou-se Mestre em 1581, e repetente em 1583. Em 1586 tornou-se Diácono de Herrenberg, em 1588, sacerdote em Ehningen; em 1590 Pregador e Conselheiro do Consistório em Stuttgart. Em 1590 ele retorna como professor em Tübingen, e ao mesmo tempo recebe o seu diploma de doutorado em teologia. Em 1618 ele é nomeado chanceler da universidade.
Ele era um professor entusiasta e tinha uma influência carismática sobre os seus alunos. Combinava uma estreita fidelidade ao Livro de Concórdia com sua índole pacífica. Johann Valentin Andreae e Johannes Kepler foram alunos e mantiveram correspondêcnia com Hafenreffer.

## Obras
- (em latim) Loci theologici: Certa methodo ac ratione, in 3 libros tributi. Tübingen 1600.
- Examen und Gegenbericht]/ Uber das jüngsten zu Heidelberg getruckt Calvinische Büchlin/ nachfolgenden Tituls: Außführlicher Bericht/ Was die Reformirte Kirchen in Teutschland/ gleuben oder nicht gleuben: Item/ was sie für Ceremonien gebrauchen oder nicht gebrauchen. Tübingen 1608.
- Analysis terminorum, vocabulorum, regularum et axiomatum theologicorum praecipuorum, quae passim vel in scriptura sacra vel in patrum ac orthodoxorum theologorum scriptis occurrunt. Tübingen 1609.
- Templum Ezechielis, "sive in IX postrema prophetae capita commentarius. Tübingen 1613.
- (em latim) Doctrinae Christianae Summa. Hrsg. v. Johann Valentin Andreae. Tübingen 1614
- (em latim) Compendium doctrinae coelestis. Hrsg. v. "Bengt Hägglund" Cajsa Sjöberg (2010) ISBN 978-91-977366-8-8
- (em latim) De Scriptura Sacra - Matthias Hafenreffer e Samuel Magirus.
- (em latim) Revelator Punctorum vigilantissimus
- (em latim) XXXIX. positiones theol. de illocalitate
- Compendium doctrinae coelestis, 1649
- (em latim) Disputatio de iustificatione hominis coram Deo gratuita